# Petr Kučera (překladatel)

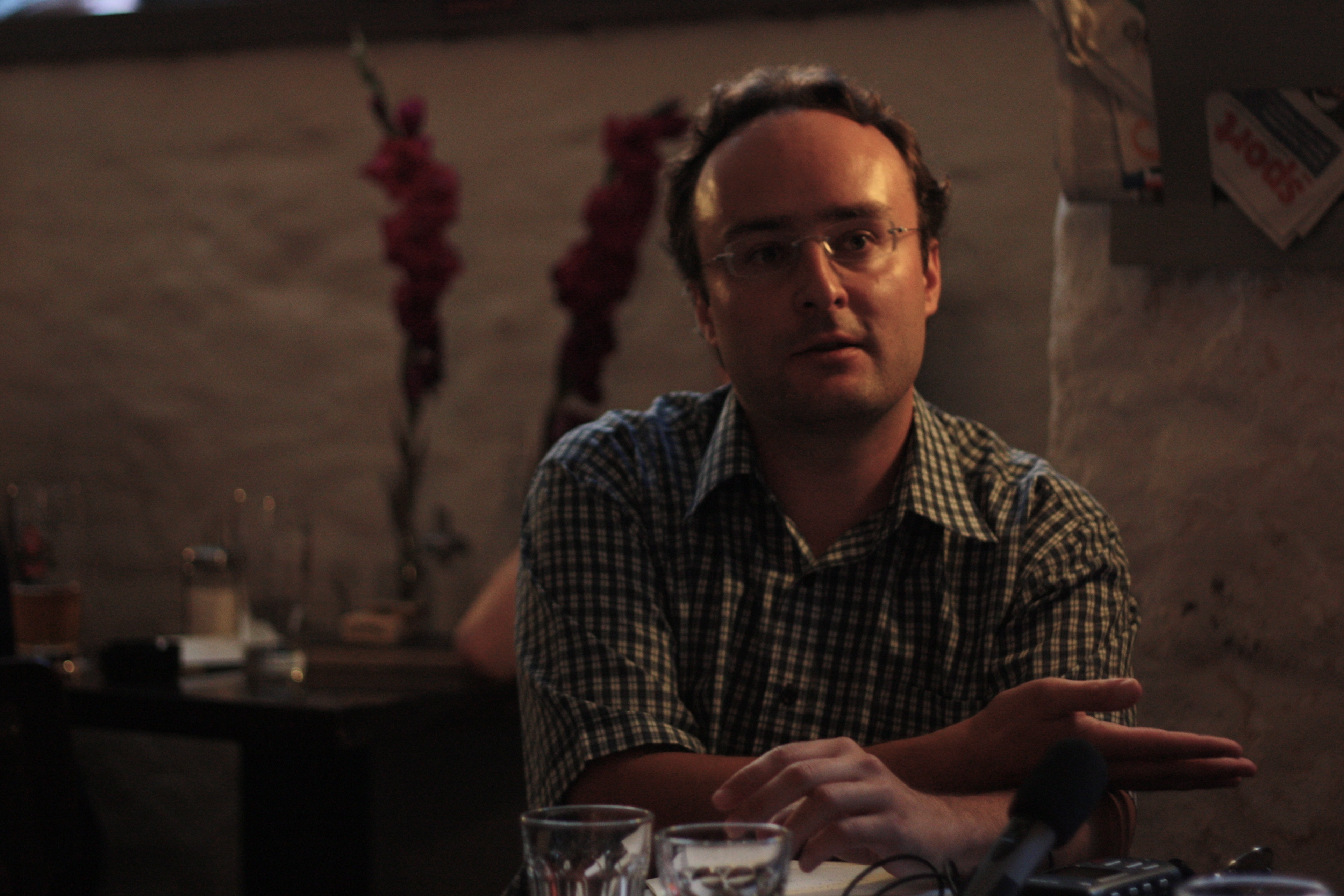
Petr Kučera

Petr Kučera (* 1978) je český překladatel a turkolog.

## Biografie
Vystudoval turkologii, dějiny a kulturu islámských zemí a teorii a dějiny literatur zemí Asie a Afriky (PhD., 2008) na FF UK v Praze. Pobýval na dlouhodobých stážích na univerzitách v Berlíně (Freie Universität Berlin, 2001–2002), Ankaře (Ankara Üniversitesi, 2003–2004), Istanbulu (Boğaziçi Üniversitesi, 2005–2006) a Princetonu (USA, 2006–2007). Působil také na School of Oriental and African Studies při University of London (2010–2011) a na Ludwig-Maximillians-Universität v Mnichově (2014). Do roku 2016 vyučoval turečtinu a tureckou literaturu na FF UK a působil jako soudní tlumočník tureckého jazyka. Mezi lety 2016 a 2021 byl juniorským profesorem turkologie na Hamburské univerzitě (Universität Hamburg). Od roku 2021 je řádným profesorem turecké literatury na Gutenbergově univerzitě v Mohuči (Johannes Gutenberg-Universität Mainz), kde vyučuje klasickou a moderní literaturu a turecké dějiny. Jako hostující profesor působil též v Uzbekistánu (Buchárská státní univerzita) a Kazachstánu (Atyrau). Napsal řadu odborných studií o Turecku a turecké literatuře.

## Knihy
- Z Istanbulu až na konec světa: Osmanské cestopisy z přelomu 19. a 20. století. Academia, Praha 2019, 260 str. (spoluautor: J. Malečková).
- Podrobná gramatika turečtiny. Lingea, Brno 2014, 490 str.
- Türkçe-Çekçe ve Çekçe-Türkçe Konuşma Kılavuzu. Yargı Yayınevi, Ankara 2007, 334 str.
- Texts, Contexts, Intertexts. Studies in Honor of Orhan Pamuk. Ergon-Verlag, Baden-Baden 2022, 488 str. (spolueditor J. Rentzsch).
- Selected Studies on Genre in Middle Eastern Literatures: From Epics to Novels. Cambridge Scholars Publishing, Newcastle upon Tyne 2023, 389 str. (spolueditorka H. Çelik).
- Becoming Ottoman: Converts, Renegades and Competing Loyalties in the Early Modern and Modern Ages. I.B. Tauris, London 2025, 272 str. (spolueditoři Y. Köse a T. Völker).

## Překlady
- Orhan Pamuk: Jmenuji se Červená (z turečtiny; orig. Benim Adım Kırmızı, česky 2007)
- Orhan Pamuk: Sníh (z turečtiny; orig. Kar, česky 2009)
- Orhan Pamuk: Bílá pevnost (z turečtiny; orig. Beyaz Kale, česky 2010)
- Klaus Kreiser a Christoph Neumann: Dějiny Turecka (z němčiny; orig. Kleine Geschichte der Türkei, česky 2010)
- Orhan Pamuk: Černá kniha (z turečtiny; orig. Kara Kitap, česky 2011)
- Orhan Pamuk: Muzeum nevinnosti (z turečtiny; orig. Masumiyet Müzesi, česky 2012)
- Orhan Pamuk: Tichý dům (z turečtiny; orig. Sessiz Ev, česky 2014)
- Çiler Ilhanová: Exil (z turečtiny; orig. Sürgün, česky 2015)
- Orhan Pamuk: Istanbul. Vzpomínky a město (z turečtiny; orig. İstanbul. Hatıralar ve şehir, česky 2015).
- Rainer Hermann: Konečná stanice islámský stát? (z němčiny, spolu s J. Kučerovou, česky 2016).
- Orhan Pamuk: Jiné barvy (z turečtiny; výbor z esejů, česky 2017).
- Orhan Pamuk: Cosi divného v mé hlavě (z turečtiny; orig. Kafamda Bir Tuhaflık, česky 2020)
- Saygın Ersin: Sultánův kuchař (z turečtiny; orig. Pir-i Lezzet, česky 2022)
- Orhan Pamuk: Morové noci (z turečtiny; orig. Veba Geceleri, česky 2025)

## Ocenění
- Magnesia Litera za nejlepší překlad a Magnesia Litera – Objev roku 2008 za převod románu Jmenuji se Červená.[1]
- Nominace na Magnesii Literu 2023 (long list) a Jungmannovu cenu za překladovou knihu za převod románu Sultánův kuchař.